# Cañón M1/M2/M3 90 mm
El cañón de 90 mm estadounidense sirvió como principal cañón antiaéreo pesado y antitanque, jugando un papel similar al famoso 8,8 cm alemán. Fue el principal cañón antiaéreo desde antes del inicio de la Segunda Guerra Mundial hasta la década de 1950, cuando la mayoría de los sistemas de artillería antiaérea fueron reemplazados por misiles. Como cañón de tanque, fue el armamento principal del M36 Jackson y el tanque medio M26 Pershing, así como de un número considerable de tanques de la posguerra.

## Historia
Antes de la Segunda Guerra Mundial, el principal cañón antiaéreo estadounidense era el Cañón M1918 de 3 pulgadas (76,2 mm L/50), un calibre muy usual para esta clase de arma. Armas similares se encontraban en los arsenales del Reino Unido, la Unión Soviética y otros países. Se llevaron a cabo numerosas mejoras del arma a lo largo de su historia, incluyendo las versiones experimentales T8 y T9 desarrolladas a inicios de la década de 1930, que se esperaba que entraran en servicio durante aquella década.
Sin embargo, el Ejército de los Estados Unidos prefirió el desarrollo de un arma con mayores capacidades, por lo que el 9 de junio de 1938 emitió un contrato de desarrollo para dos cañones nuevos, uno de 90 mm del mayor tamaño posible y que pudiera ser recargado manualmente estando en posición elevada, y otro que empleara recarga asistida, de 120 mm. El nuevo diseño suponía una gran mejora frente a los diseños del viejo cañón de 76,2 mm, por lo que el desarrollo del T9 de 3 pulgadas fue cancelado en 1938, justo cuando estuvo listo para entrar en producción. Para 1940, el segundo desarrollo del diseño de 90 mm, el T2, fue estandarizado como M1 90 mm, mientras que su hermano mayor se convirtió en el cañón M1 de 120 mm.
Habían sido terminados unos cuantos centenares de M1 cuando se les agregaron varias mejoras que darían lugar al M1A1 90 mm, que entró en producción a finales de 1940 y fue aceptado como estándar el 22 de mayo de 1941. El M1A1 incluía un afuste mejorado y un atacador accionado por muelle en el cierre, que aumentaron la cadencia a 20 disparos por minuto. Cuando Estados Unidos entró a la guerra varios miles estaban ya disponibles y el M1A1 fue su arma antiaérea estándar durante el resto del conflicto. Las tasas de producción continuaron mejorando, alcanzando varios miles de unidades al mes.
Al igual que el 8,8 cm alemán, y el QF de 3,7 pulgadas británico, el M1A1 se enfrentó en combate a tanques, pero al contrario de los otros no podía ser bajado para emplearse como cañón antitanque. El 11 de septiembre de 1942, el Ejército emitió especificaciones para un nuevo afuste que permitiera emplearlo en este papel, que dio lugar al M2 90 mm, introduciendo un nuevo afuste que podía bajarse hasta -10 grados y un nuevo atacador eléctrico. A partir del 13 de mayo de 1943 pasó a ser el cañón antiaéreo estándar.

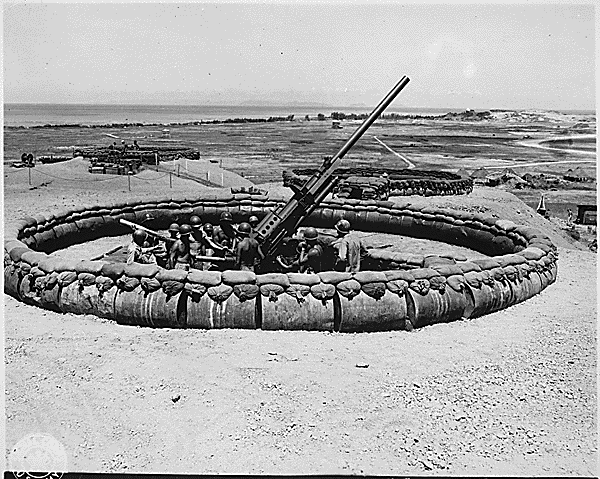
Vista del emplazamiento de un cañón antiaéreo de 90 mm, Okinawa, 1945.

## Operación antiaérea

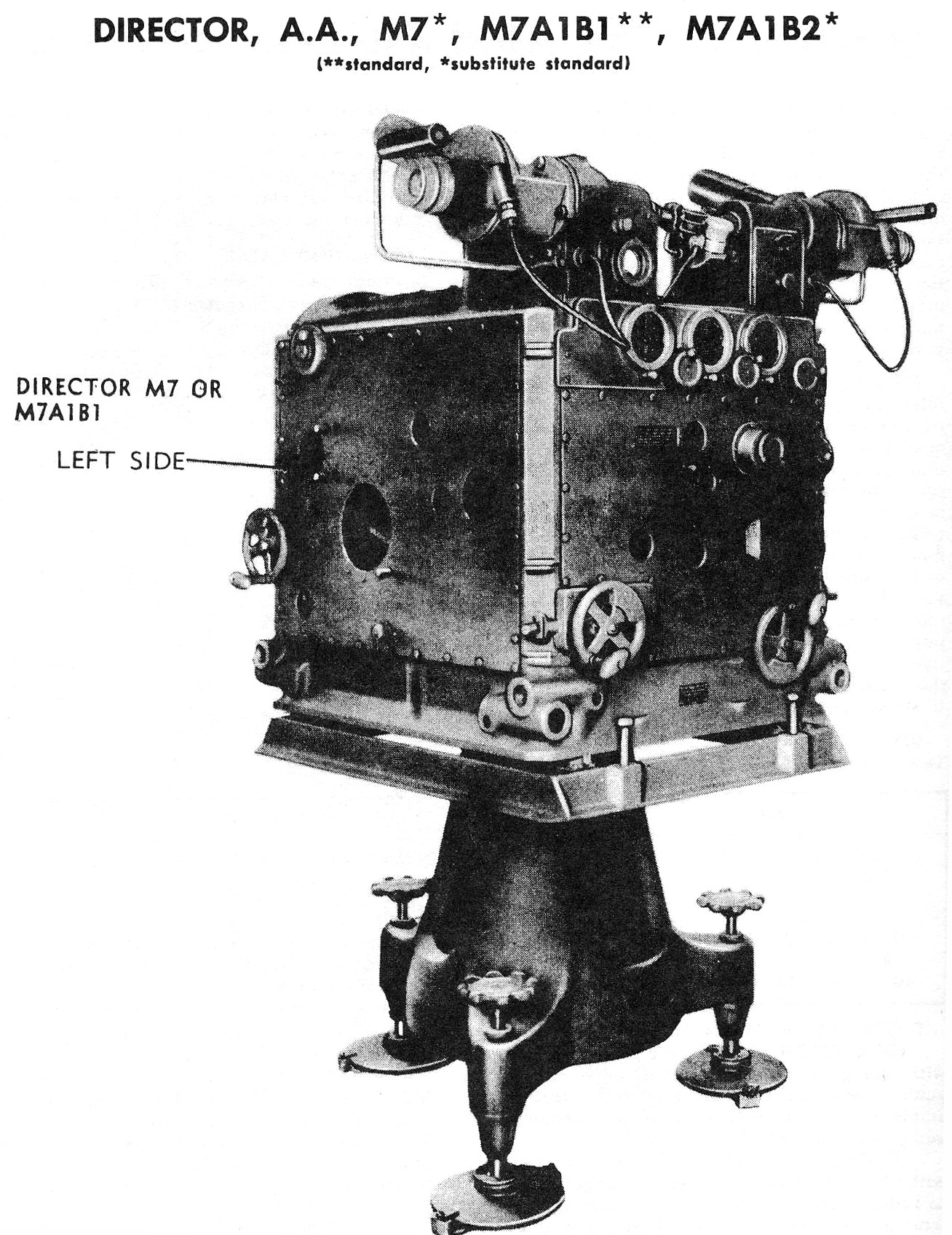
Director de disparo M7, 1944.

En el papel antiaéreo, los cañones eran normalmente operados en grupos de 4, apuntados por directores M7 o M9, o por predictores Kerrison. La puntería por radar era común, comenzando con el SCR-268 en 1941, que a pesar de no ser lo suficientemente preciso para apuntar directamente los cañones, ofrecía una telemetría precisa durante el combate. Para empleo nocturno se acoplaba al radar un proyector con ancho de haz definido, de manera que el blanco se hallase dentro del haz cuando era encendido, haciendo que el enfrentamiento continuara como si fuese de día. El sistema fue actualizado en 1944 con la adición del radar de microondas SCR-584, que tenía una precisión cercana a los 0,06 grados (1 mil) y también proveía rastreo automático. Con el SCR-584, la información de dirección y distancia era enviada directamente a la computadora de datos M3 de Bell Labs y al director M9, que podían dirigir y apuntar las armas automáticamente. Todo lo que tenían que hacer los artilleros solamente era cargar los cañones. Con el SCR-589, el cañón de 90 mm se convirtió prácticamente en la mejor arma antiaérea de la guerra.

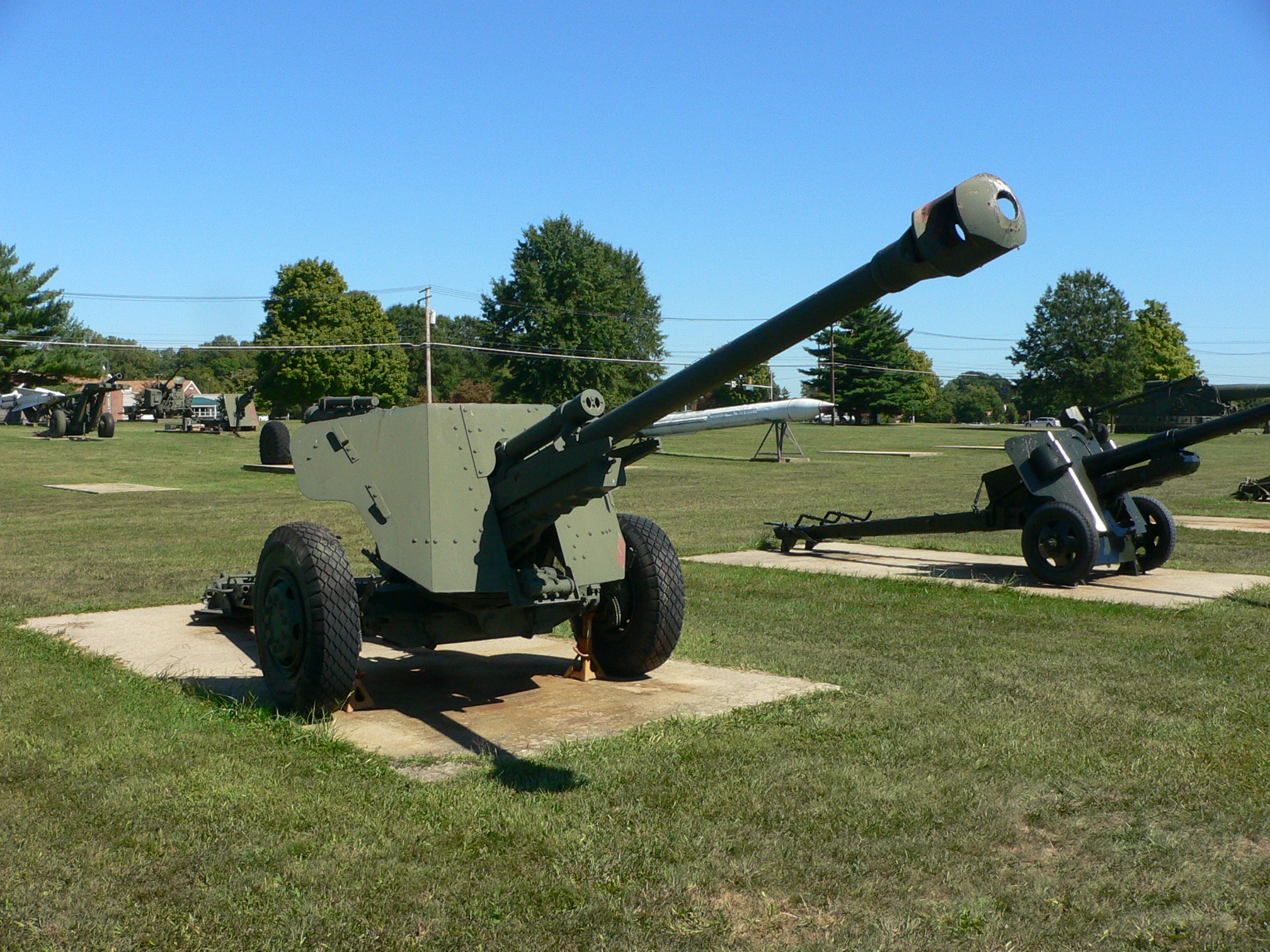
Cañón antitanque de 90 mm experimental.

## Desarrollos como cañón de tanque/cañón antitanque
El M3 90 mm fue adaptado también como armamento principal para varios vehículos blindados, empezando con el T7 experimental, que fue aceptado como M3 90 mm. Las pruebas de disparo del M3 se llevaron a cabo desde un M10 Wolverine a inicios de 1943. El cañón M3 fue empleado en el cazacarros M36 y el tanque M26 Pershing. El M3 disparaba el proyectil APC-T M82 (tungsteno) con una velocidad de boca de 807,72 m/s (2650 pies/s). Sin embargo, tanto la velocidad de boca del cañón estándar M3 y la calidad del acero al tungsteno empleado en el proyectil M82 eran inferiores a las del cañón principal KwK 43 L/71 de 88 mm con proyectil antiblindaje de wolframio empleado por los alemanes, dando como resultado una menor penetración que la del proyectil alemán de 88 mm empleado por el cañón del tanque Tiger II. Por lo tanto, la intendencia estadounidense dotó a algunos tripulantes de tanques con el proyectil subcalibre HVAP 90 mm que tenía una velocidad de boca de 1.021 m/s (3350 pies/s), o el AP T33 con un proyectil de acero retemplado y cubierta balística, con una velocidad de boca de 853,44 m/s (2800 pies/s).
Debido a que el cañón de tanque M3 90 mm estándar de 4,72 m (15.5 pies) demostró ser incapaz de penetrar el blindaje frontal más grueso de los tanques alemanes pesados tales como el Tiger II, se desarrolló un número de versiones mejoradas del M3, incluyendo la T14, que tenía un freno de boca estándar y la serie T15. El cañón T15E1 90 mm de 6,40 m (21 pies) disparaba el proyectil antiblindaje T43 con una velocidad de boca inicial de 975 m/s (3199 pies/s) posteriormente aumentada a 1.143 m/s (3750 pies/s). En marzo de 1945, dos tanques M26A1E2 "Super Pershing" fueron equipados con los cañones de 90 mm de la serie T15. Uno de estos tanques, equipado con un cañón de alta velocidad T15E1 de 90 mm que disparaba un proyectil antiblindaje a una velocidad de 1.143 m/s (3750 pies/s) llegó al Teatro de Operaciones Europeo y fue asignado a la 3.ª División Blindada con el propósito de destruir tanques Tiger II y otros tanques pesados alemanes. Este cañón podía penetrar 220 mm (8.5 pulgadas) de blindaje homogéneo laminado (BHL) a una distancia de 914 m (1000 yardas) con una inclinación de 30°. A 91 m (100 yardas), podía penetrar 33 cm (13 pulgadas) de BHL con una inclinación de 30°.
Hacia el final de la Segunda Guerra Mundial, se probaron más versiones experimentales del cañón de 90 mm, incluso el T15E2 y los cañones de tanque con mayores velocidades T18 y T19. El T19 era un T18 modificado en un intento por reducir el desgaste de la caña. Otras versiones incluían al T21, que fue ideado para vehículos sobre ruedas, así como el T22, que empleaba el cierre del obús estándar M2 105 mm. El T21 y el T22 fueron diseñados para emplear mayores cargas propulsoras. Ninguna de estas versiones entró en servicio.
En el período de posguerra, el desarrollo del T15 continuó, esta vez bajo la designación T54, que incluía la capacidad de disparar proyectiles HVAP APCRT de 90 mm con una velocidad de boca de 1.143 m/s (3750 pies/s). El T54 sirvió como el armamento principal de los M26A1 Pershing, M47 Patton y M48 Patton empleados en la guerra de Corea, así como del cazacarros M56 Scorpion.

### Comparación de penetración
| Tipo de proyectil         | Velocidad de boca | Penetración (mm) | Penetración (mm) | Penetración (mm) | Penetración (mm) | Penetración (mm) | Penetración (mm) | Penetración (mm) | Penetración (mm) | Penetración (mm) | Penetración (mm) | Penetración (mm) |
| Tipo de proyectil         | Velocidad de boca | 100 m            | 250 m            | 500 m            | 750 m            | 1000 m           | 1250 m           | 1500 m           | 1750 m           | 2000 m           | 2500 m           | 3000 m           |
| ------------------------- | ----------------- | ---------------- | ---------------- | ---------------- | ---------------- | ---------------- | ---------------- | ---------------- | ---------------- | ---------------- | ---------------- | ---------------- |
| M77 AP versus FHA         | 823 m/s           | 168              | 159              | 146              | 134              | 122              | 112              | 102              | 94               | 86               | 72               | 60               |
| M77 AP versus RHA         | 823 m/s           | 188              | 179              | 163              | 150              | 137              | 125              | 115              | 105              | 96               | 81               | 68               |
| M82 APC versus FHA        | 808 m/s           | 151              | 150              | 147              | 144              | 140              | 135              | 131              | 127              | 123              | 115              | 107              |
| M82 APC versus RHA        | 808 m/s           | 164              | 156              | 150              | 143              | 137              | 131              | 125              | 119              | 114              | 104              | 92               |
| M82 Tardío APC versus FHA | 853 m/s           | 161              | 159              | 155              | 151              | 147              | 144              | 138              | 133              | 127              | 115              | 104              |
| M82 Tardío APC versus RHA | 853 m/s           | 169              | 168              | 164              | 157              | 151              | 144              | 140              | 136              | 132              | 123              | 116              |
| T33 APC versus RHA        | 853 m/s           | 206              | 201              | 193              | 185              | 178              | 170              | 164              | 157              | 150              | 139              | 128              |
| T30E16 HVAP               | 1,018 m/s         | 306              | 295              | 278              | 265              | 246              | 232              | 218              | 205              | 193              | 171              | 151              |

## Variantes

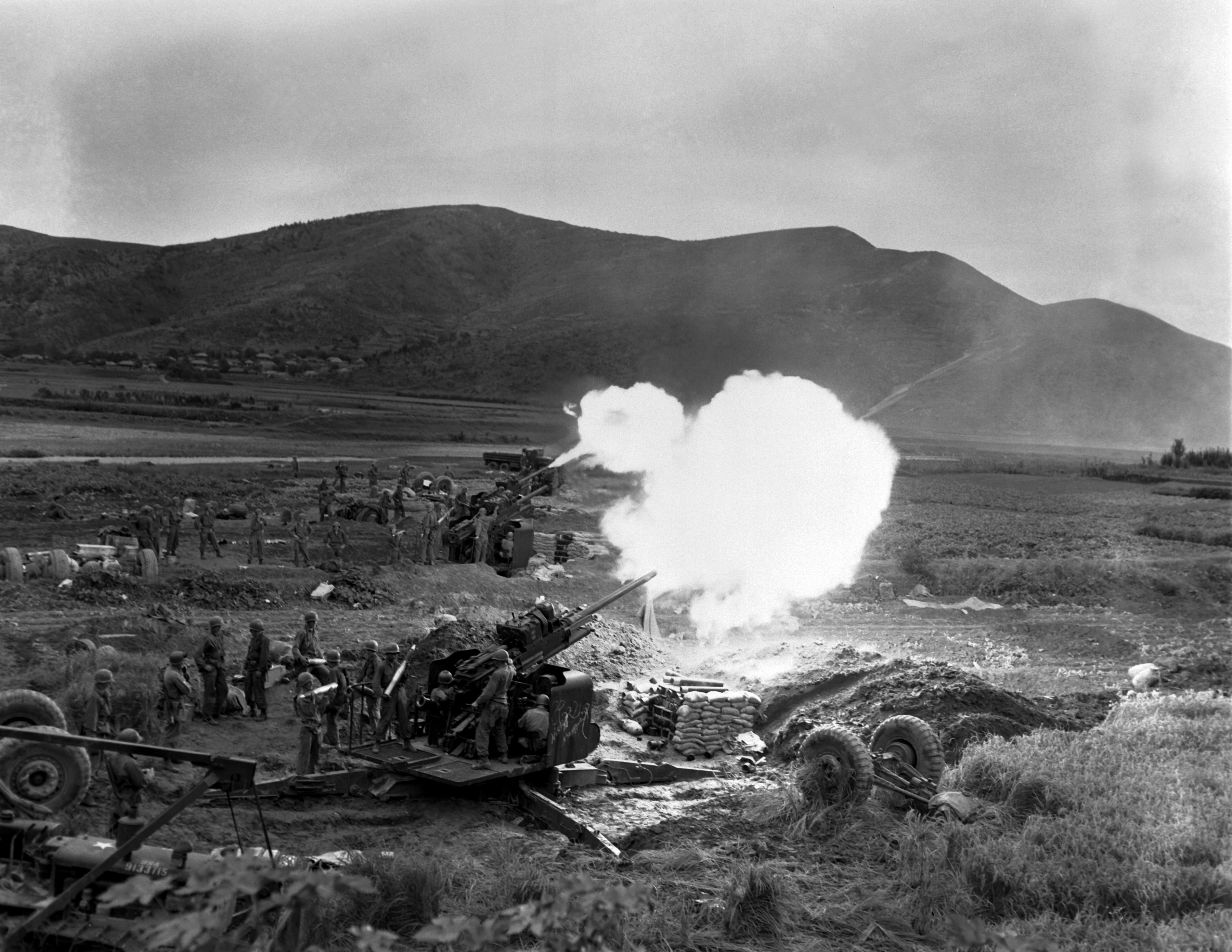
Cañones M2 90 mm en Corea.

### M1
- Cañón antiaéreo remolcado. Aprobado para el servicio en 1940.
- Fijado sobre un afuste M3 como artillería costera.

### M1A1
Cañón antiaéreo remolcado. Su producción empezó en 1940. Tenía el atacador accionado por muelle M8A1. Su cadencia era de 20 disparos por minuto.

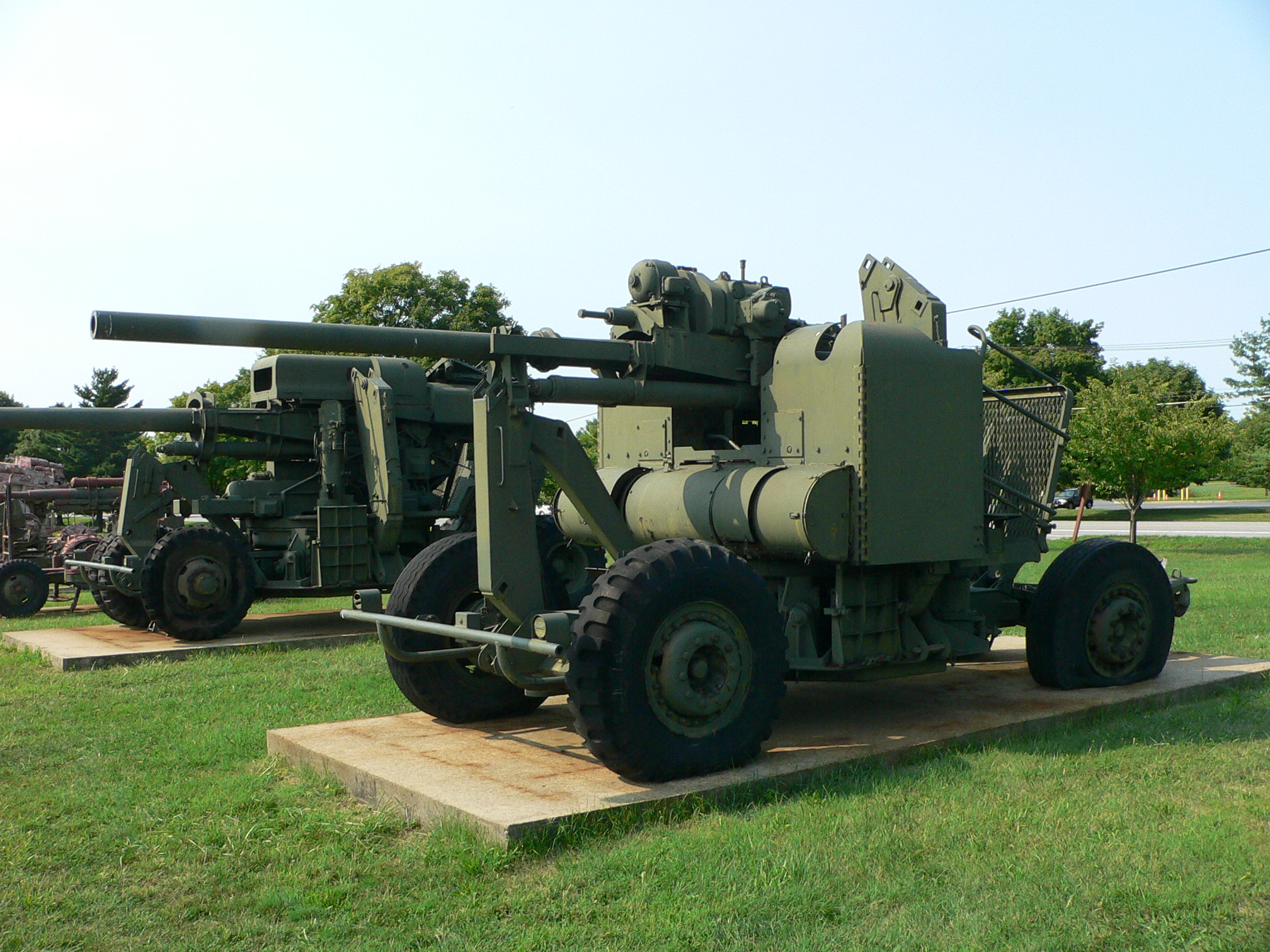
Un M2 en el Museo de Armamento del Ejército de Estados Unidos.

### M2
Un rediseño completo para darle al cañón un papel doble, funcionar como cañón antitanque, así como cañón antiaéreo. La alimentación de municiones fue mejorada y se le añadió el atacador/ajustador automático de espoleta M20. Esto permitió que la cadencia fuese de hasta 24 disparos/min. La elevación fue mejorada, con el cañón siendo capaz de bajar -10 grados. Para proteger a los artilleros, se le agregó un gran escudo de metal. Para el 13 de mayo de 1943, el M2 fue el cañón estándar. Podía disparar sobre la marcha desde sus ruedas en 3 min, y en 7 min desde una posición completamente emplazada. En 1944 el arma fue mejorada con la adición de proyectiles con espoleta de proximidad.

### M3
Versión antitanque/para tanque. Fue empleada para equipar al cazacarros M36 y al tanque M26 Pershing. También se le conoce como L/53 90 mm.

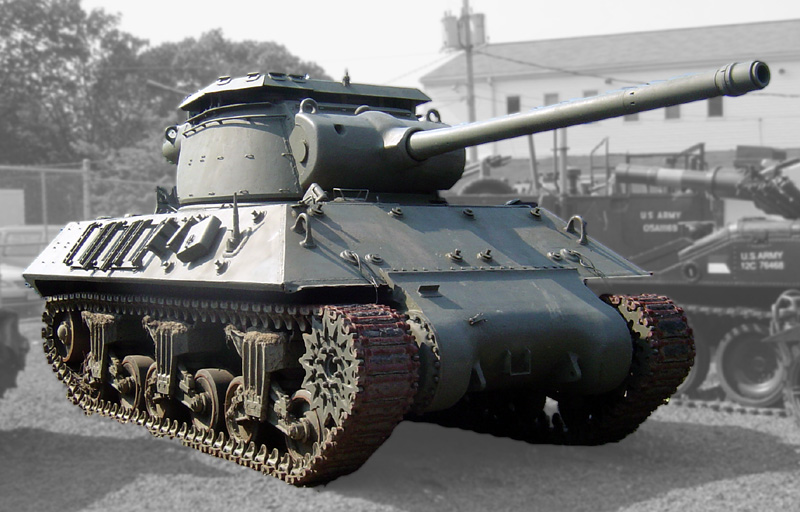
Un cazacarros M36 con el cañón de 90 mm.

## Ejemplares sobrevivientes
- Un antiaéreo en el museo del NTC, Fort Irwin, California, EE. UU.
- Un antiaéreo en CFB Borden, Ontario, Canadá.
- Un antiaéreo en Sangudo, Alberta.
- Un antiaéreo en Whycocomagh, Nueva Escocia.
- Un antiaéreo en el Museo RCHA, CFB Shilo, Manitoba, Canadá.
- Un antiaéreo en Shilo, Manitoba, Canadá (colección privada).
- Un antiaéreo en Lembourg, Saskatchewan, Canadá (colección privada).
- Un antiaéreo en Fort Rodd Hill, Colwood, Columbia Británica.
- Un antiaéreo en Savannah, Georgia:  Campo Ferial de la Guardia Nacional.
- Un antiaéreo en Arundel, Quebec, Canadá: Legion Hall.
- Un antiaéreo en Sault Ste. Marie, Ontario.
- Uno montando sobre un afsute de barbeta en Shemya, Alaska.
- Un antiaéreo en el Museo de Armamento del Ejército de los Estados Unidos, en tránsito al Museo de la artillería antiaérea del Ejército de los Estados Unidos en Fort Sill, Oklahoma.
- Un antiaéreo en Broadalbin, Nueva York.
- Un antiaéreo en Roswell, Nuevo México.
- Un antiaéreo en Greenville, Carolina del Sur.
- Un antiaéreo en el puesto VFW de Anderson, Carolina del Sur.
- Un antiaéreo en el Museo Deming-Luna de Deming, Nuevo México.
- Un antiaéreo en el Museo del Día-D de Utah Beach Museo del "Día - D", Sainte-Marie-du-Mont, Francia. Este cañón perteneció al 116.º Batallón Antiaéreo y se perdió en el Canal de la Mancha el 6 de junio de 1944. El cañón fue recuperado por los lugareños después de la guerra.
- Un antiaéreo M1A3 (construido en 1954) en Ratón, Nuevo México.
- Un antiaéreo M1A1 en el Museo de la artillería antiaérea del Ejército de los Estados Unidos de Fort Sill, Oklahoma.
- Un antiaéreo M2A2 en el Museo de la artillería antiaérea del Ejército de los Estados Unidos de Fort Sill, Oklahoma.
- Un antiaéreo M1A1 en la 31.ª Brigada Antiaérea, Fort Sill, Oklahoma.
- Un antiaéreo M1A1 en el Museo de Fort Bliss, Fort Bliss, Texas.
- Un antiaéreo M1A1 en el Museo Nacional de la Electrónica, Maryland.
- Dos antitanques T8 en el Museo Nacional de Tanques y Caballería, Fort Benning, Georgia.
- Un M1A3 en la Armería de la Guardia Nacional, Reidsville, Georgia.
- Un M1A3 totalmente restaurado en el Museo Histórico Militar de Cartagena, Cartagena, España.
- Un M1A1 en el Edificio Libertador, en la Ciudad de Buenos Aires - Ministerio de Defensa de la República Argentina.